# Rebellion (canção)
"Rebellion" é uma canção da banda americana de rock Linkin Park. A canção foi originalmente gravada para o seu sexto álbum de estúdio, The Hunting Party, e é a oitava faixa do álbum. A canção conta com a participação do guitarrista Daron Malakian da banda de rock System of a Down, e participa com guitarras adicionais para a faixa. A canção foi lançada como o quarto single de The Hunting Party em 4 de junho de 2014.

## Composição
Em um preview da revista Rolling Stone, foi afirmado que "Rebellion" usa um riff rápido e uma linha de bateria rápida que separa a diferença entre as cargas juntas para um refrão com uma mensagem. Em outra visualização para o álbum, a AltWire descreveu como: "Somicamente parecido com um sistema da era Toxicity de System of a Down com o som de guitarra de assinatura de Daron Malakian em exibição completa, pois ele entrega um riff de guitarra de dezesseis formas brilhantemente brilhante atrás dos vocais cantados por Mike Shinoda, rompendo apenas momentaneamente para o refrão onde Chester Bennington assume o microfone para cantar: "we are the fortunate ones, imitations of rebellion”."

## Videoclipe
Mike Shinoda disse que estavam coletando clipes ao vivo para fazer um videoclipe para Rebellion, mas nenhum vídeo existe até agora. No entanto, um vídeo letra foi lançado em 3 de junho de 2014. O vídeo tem o mesmo estilo de texto lírico de seu anterior "Wastelands", apresentando um estilo simplista e linear em slides de texto preto e branco com efeitos especiais ocasionais, adicionados às letras, em palavras quebrando em pedaços, como a palavra "Rebellion" no vídeo.

## Equipe e colaboradores
Linkin Park
- Chester Bennington – vocais
- Rob Bourdon – bateria, percussão
- Brad Delson – guitarra
- Dave "Phoenix" Farrell – guitarra base
- Joe Hahn – turntables, programação
- Mike Shinoda – vocais, guitarra rítmica, teclados

Músicos adicionais
- Daron Malakian – guitarra adicional

## Paradas musicais
| Tabelas (2014)                                          | Melhor posição |
| ------------------------------------------------------- | -------------- |
| Estados Unidos (Billboard Hot Rock & Alternative Songs) | 21             |
| Estados Unidos Mainstream Rock (Billboard)              | 15             |
| França (SNEP)                                           | 83             |
| Reino Unido (UK Rock & Metal Chart)                     | 13             |